# Coasta Iașilor
Coasta Iașilor (în fapt Cuesta Iașilor) este o subunitate fizico-geografică a Podișului Moldovenesc reprezentată în sudul județului Iași, România de un șir de circa 100 de km lungime de abrupturi structurale desfășurate pe direcția vest–est aflate între șeile Strunga și Bârnova care separă la sud de râul Bahluieț și Bahlui subunitățile Podișul Central Moldovenesc și Câmpia Moldovei. Diferențele de nivel dintre câmpie și podiș sunt de circa 200 m (care ajung la circa 400 m între cel mai înalt punct al cuestei și cel mai jos punct al câmpiei). Se leagă prin cele două șei menționate: la vest de Coasta Dealul Mare–Hârlău și respectiv la est de Coasta Repedea–Păun care, domină Iașul (opinia asupra sa nu este uniformă, Coasta Repedea–Păun, care spe est se întinde până la Tomești) fiind considerată uneori ca fiind inclusă Coastei Iașilor).
Veritabil plan de racordare între cele două trepte de relief, are o origine erozivă, fiind formată în sedimentele sarmațiene situate în partea superioară a cuverturii Platformei Moldovenești drept urmare a unei diferențieri structurale între orizonturile de roci, mai dure în regiunea înaltă de podiș și mai puțin rezistente în Câmpia Moldovei (Depresiunea Jijia-Bahlui). Supusă și în prezent procesului de eroziune, tendința cuestei este de a continua să se retragă spre sud. Rețeaua sa hidrografică este tributară în principal bazinului hidrografic al Bahluiului.
Coasta Iașilor este în același timp o regiune în cadrul căreia se face tranziția bio-pedo-climatică de la câmpia deluroasă la podiș, respectiv de la silvostepă la pădure, iar climatul actual este temperat moderat continental cu nuanțe excesive. 
Istoric prezența sa a contribuit la crearea condițiilor necesare apariției unei piețe de schimb și a unor drumuri de legătură între locuitori, în contextul complementarității economice a domeniilor de podiș, cuestă și câmpie. Aceasta a determinat apariți unor târguri comerciale de vale în zonele de contact geografic, precum Iașul. Actual zona dispune de resurse economice agro-silvice diversificate (vii aparținând Podgoriei Iașului, livezi, culturi, pajiști și păduri), iar la nivelul său densitatea populației este mare.
Datorită aspectului frământat, deluros al terenului aflat la sud de șoseaua Iași–Târgu Frumos, în timpul celui de-Al Doilea Război Mondial a fost amenajată pentru a opri pătrunderea inamicului sovietic spre sud, în areal, Poziția fortificată „Traian”.

## Denominație

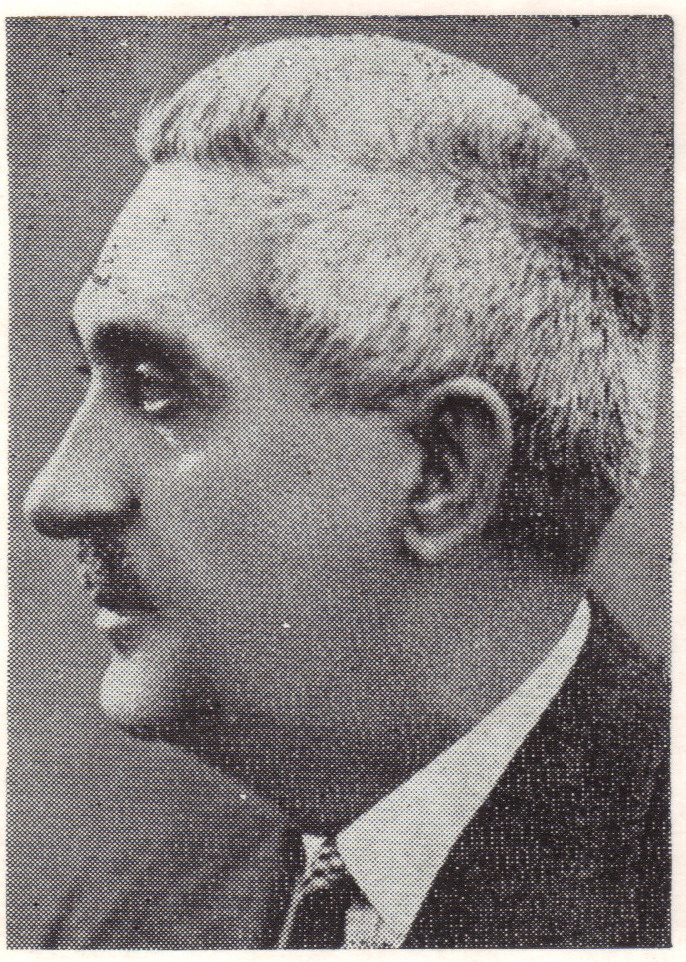
Mihail D. David a fost cel care și-a legat numele de studierea Cuestei Iașilor.

De studierea Coastei Iașilor (în fapt a Cuestei Iașilor) se leagă numele geografului Mihai David.
În limba română noțiunea morfologică de coastă (cunoscută și ca pripor când panta se află în lungul unui drum sau a unei șosele) indică un povârniș al unui deal sau munte, respectiv o pantă destul de înclinată dar nu abruptă care poate fi urcată în mod obișnuit în serpentine sau în diagonală. Mihail David împreună cu alți geografi ieșeni au echivalat această noțiune cu cea de cuestă (exemplu fiind Coasta Iașului).
Cu toate acestea, prin comparație, cuesta are într-adevăr o coastă (respectiv frontul cuestei care, este mult mai înclinat), dar are si o spinare ușor înclinată. Ultima, în mod uzual nu mai poate fi considerată coastă, ceea ce nu este valabil la nivelul hogbackurilor (unde aspectul este simetric).

## Context geomorfologic
Coasta Iașilor reprezintă cel mai puternic aliniament de abrupturi structurale din Moldova. În opinia lui Grigore Posea, acesta se suprapune unui aliniament orientat spre est ce are originea la gura văii Moldovei (unde se termină Podișul Sucevei), se prelungește în Basarabia trecând pe la nord de colinele Codrului (unde se înalță însă și hogbackuri) și ajunge până la Văscăuți deasupra Nistrului (Republica Moldova).
La nord de această linie înălțimile reliefului se reduc la 200 de m, urcând la sud de aceasta la 300-400 m, față de zona de la est de Nistru unde altitudinea variază lent descendent, spre Marea Neagră.

## Caracteristici

Coasta Iașilor

Coasta Iașilor este o subunitate fizico-geografică a Podișului Moldovenesc fiind, de asemenea, o unitate de tranziție fizică și economico-geografică între sudul Câmpiei Moldovei (Depresiunea Jijia–Bahlui) și nordul Podișului Central Moldovenesc. Este localizată între șeile Strungii și Bârnovei  47°00'16"–47°10'45" latitudine nordică si 25°57'07"–27°33'12" longitudine estică. Administrativ este situată în jumătatea sudică a județului Iași.
Este reprezentată de un șir de circa 100 de km lungime de abrupturi structurale care, separă cu o diferență de nivel de circa 200 m podișul menționat de câmpia situată mai jos. Are o direcție vest–est și este situată în partea sudică a bazinului hidrografic al râului Bahlui.
- În partea de vest, prin intermediul șeii Ruginoasa–Strunga se leagă de Coasta Dealul Mare–Hârlău, iar în partea de est prin intermediul șeii Bârnova (Pasul Bordea) se leagă de Coasta Repedea–Păun care, domină Iașul[7] (există geografi care însă includ Cuestei Iașului și Cuesta Repedea–Păun, prelungind-o astfel spre est, până la Tomești).[10][11]
- Spre nord, limita sa este pusă în evidență de un uluc format de depresiunile de contact[7] (printre care se află Strunga–Osoi și Voinești–Mogoșești–Ciurea)[12] care, o separă de înălțimile din Câmpia Moldovei, iar spre sud limita sa urmărește aliniamentul înălțimilor Trei Parale–Juncan–Piscul Rogosu–Jugastru–Dealul Mare–Horlești–Voinești–Toaca–La Stâlp–Bârnova.[7]

### Geologice
Fundamentul zonei este format de soclul consolidat în proterozoic al Platoformei Moldovenești care se scufundă spre vest și sud-vest, acoperit de un strat de sedimente paleozoice, mezozoice și terțiare de peste 1000 m, mai gros spre vest și sud-vest. Regiunea a fost supusă diverselor mișcări tectonice care, au condiționat semnificativ înaintarea și regresia apelor marine ce au generat depozitele cuverturii (în prezent zona de podiș se înalță cu 2-3 mm/an).
Depozitele sedimentare ale cuverturii, de la ordovocian la miocen, sunt aproape orizontale, ușor înclinate spre sud-vest cu 0,35°, prin comparație de cele sarmatice, înclinate de la nord-vest spre sud-est în direcția de retragere a apelor marine, cu 7-8 m/km. Tocmai această înclinare a determinat formarea reliefului de cuestă, corespunzător văilor.
Originea Coastei Iașilor este erozivă pe fondul monoclinului structural, în contextul unor orizonturi de roci mai dure aflate în regiunea înaltă a coastei și a unei largi dezvoltări de roci argiloase puțin rezistente, în Depresiunea Jijia-Bahlui.
La formarea sa care a durat circa 10 milioane de ani au contribuit atât arterele hidrografice, în principal râurile Bahlui și Bârlad și mai puțin Siretul, precum și afluenții acestora, cât și procesele deluviale de versant (ablație, ravenare, alunecări) sau alte procese la nivelul versanților (e.g. glacisuri, abrupturi de desprindere și alunecări de mari proporții periglaciare, desfășurate în condițiile unei clime subarctice asociată ultimelor faze glaciare din Pleistocen, cu interpoziții de perioade mai calde). Toate acestea au contribuit la retragerea cuestei, spre sud.

### Geografice

#### Caractere geomorfologice
Regiunea situată pe partea dreaptă a râurilor Bahluieț și Bahlui este cea mai cunoscută dintre cuestele Podișului Moldovei, acesta fiind podișul din România cu cel mai reprezentativ relief de cuestă, Diferența de nivel dintre Coasta Iașului și câmpia adiacentă ajunge până la 400 m. Aspectul general este cel al unui versant-frunte de cuestă cu un mezorelief de dealuri și coline derivate secundar și cu microforme generate de procese geomorfologice din cuaternar. Versantul este dominat fie de fragmente ale platourilor structurale, fie de culmi substructurale, iar acestea se continuă în ulucul depresiunilor de contact care deși morfologic sunt atașate Câmpiei Moldovei, morfogenetic se leagă de evoluția frunții de cuestă. În partea inferioară a cuesteia apar bazinete morfologice sculptate: Strunga, Buda, Osoi, Horlești, Lungani–Voinești, Mogoșești și Ciurea.

Morfologic Cuesta Iașilor are două trepte, cea sudică – mai înaltă și cea nordică – mai joasă. În planul de joncțiune cu Câmpia Moldovei deși spre nord aparține morfologic Câmpiei Moldovei, morfogenetic aparține Podișului Central Moldovenesc (retras în evoluție treptat, spre sud).

De la vest spre est planul de cuestă din zona nordică a podișului este nealiniat. Astfel, în sectorul Strunga–Mogoșești acest plan este mai retras spre sud decât în sectorul Repedea–Păun, ca urmare a fragmentării puternice din Cuaternar a plăcii protectoare, produsă de acțiunea conjugată a afluențiilor Bahluiului, Bârladului superior și Siretului.
Conform lui Grigore Posea, Coasta Iașilor are două trepte:
- una mai înaltă[19] între Roman și Mogoșești.[18] De la Mogoșești, cuesta principală se continuă sub forma unui semicerc larg, spre Bârnova[20]
- una mai joasă,[19] paralelă cu Bahluiețul și Bahluiul,[18] în apropiere de Bahlui[21]

Datorită structurii sale din strate monoclinale de gresii și calcare, la nivelul acesteia s-au dezvoltat fronturi de cuestă largi și platforme structurale late de 4-5 km. Pe fruntea cuestei apar și prăbușiri-alunecări pe suprafețe restrânse, cu blocuri rostogolite și fixate în materialul argilos sau în deluvii. Sub frontul cuestei s-au format prăbușiri de blocuri care, adesea au lăsat în urmă circuri de surpare și alunecări.
Structura versanților prezintă strate permeabile și impermeabile, alcătuite din roci argilo-marnoase în alternanță cu nisipuri și uneori straturi subțiri de calcare și gresii mai compacte și mai rezistente, peste care se află o cuvertură de luturi loessoide. Înclinarea versanților este mare (10-20°) și fragmentarea versanților este ridicată (200-300m).
Văile obsecvente, dese și scurte, au un profil lontgitudinal cu pantă mare și bazine superioare torențiale, uneori transformate în mici depresiuni suspendate. În apropierea Bahluiului – unde se află cea de-a doua treaptă a Coastei Iașilor, s-au format în spatele acesteia depresiuni incipiente de contact care au fost impuse de lărgirea bazinetelor torențiale ale văilor obsecvente.

#### Rețeaua hidrografică
Ținând cont de remanierile succesive ale rețelei hidrografice pe fondul retragerii treptate a planului de cuestă, rețeaua actuală nu are vreo legătură cu cea inițială organizată post-sarmațian, după ultima vârstă⁠(en)[traduceți] a Miocenului din sud-estul Europei. Originile ei sunt exclusiv autohtone, în prezent formându-se din izvoarele de coastă și fiind alimentată temporar de precipitații și ape freatice. Densitatea predominantă a rețelei este de 1-1,5 km/km, fiind mai mare (1,5–peste 2 km/km) în bazine cu rol de sedii de convergență aflate la poalele coastei (Mogoșești–Budești, Voinești, Popești, Osoi, Buda, Lunga, Strunga) și mai mică în sectoarele de divergență și spre cumpăna apelor de pe platouri sau dealuri rotunjite (Mogoșești, Popești, Jugastru, La Trei Parale, ș.a.m.d.).
Predomină tipul de rețea paralelă, în contextul planului topografic având o înclinare constantă dinspre Podișul Central Moldovenesc spre Câmpia Moldovei. Acestui tip i se asociază cu predilecție tipul convergent și adesea tipul divergent, în ce privește bazinetele de recepție torențială din partea superioară a cuestei și bazinetele morfologice sculptate din partea sa inferioară. Văiugile și torenții de mici dimensiuni cu caracter terțiar sau secundar se altoiesc la văile torențiale principale, ceea ce dă tuturor acestor tipuri de rețea un caracter mai mult sau mai puțin dendritic.
Văile au un caracter morfologic torențial cu scurgere rapidă, profil impus de declivitățile accentuate (în medie 111 m/km) care, se reduc aproape brusc la 21 m/km la contactul cu Câmpia Moldovei (aici cursul pâraielor este ezitant, cu meandre, presărat cu mlaștini și bălți, specific depresiunilor de contact). În ce privește profilul transversal al văilor, aceste este relativ simetric pentru cele paralel-obsecvente și mai mult sau mai puțin asimetric pentru cele diagonal convergente sau diagonal-divergente.
Apele scurse torențial în planul coastei se constituie în bazinele de recepție ale afluenților de dreapta ai râurilor Bahlui și Bahluieț, cei mai importanți fiind pâraiele Ciurea, Cucuteni, Sinești, Brăiești, Buda, Buzna.
Scurgerea medie specifică a apelor este de 1 l/s/km (de la sub 1 l/s/km la altitudini sub 150 m la peste 3 l/s/km la altitudini peste 350 m). Stratul scurgerii medii este înalt de circa 45 mm. Scurgere există numai în perioadele de alimentare superficială abundentă, perioadele calde ale anului asociindu-se cu secarea. Regimul scurgerii lichide este caracterizat de o perioadă cu ape mari în lunile martie-aprilie având ca sursă scurgerea zăpezilor și o perioadă cu viituri episodice în lunile mai-iulie (cu maxim în iunie), având ca sursă de proveninență ploile. Acestora li se interpun: o perioadă cu scurgeri reduse și ulterior una de ușoară creștere în lunile octombrie-noiembrie. Iarna scurgerile sunt reduse. 44,3-50,7% din scurgerea anuală este transportată de pâraie primăvara și 23-30% vara.Debitele medii cresc de la izvor spre gura de confluență.

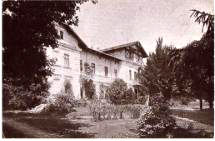
Fostul hotelul din Băile Strunga înainte de Primul Război Mondial

Apele subterane sunt de adâncime și freatice:
- cele subterane de adâncime includ strate acvifere aflate sub presiune în depozite sedimentare nesecționate de văile râurilor. Acestea au un caracter ascensional impus de înclinarea monoclină a stratelor pe direcția nord-vest – sud-est și sunt alimentate prin sectoarele cele mai înalte ale straturilor, la intersecția cu suprafețele topografice.[24] Ele sunt puternic mineralizate datorită dizolvării sărurilor aflate în sedimentele cu origine marină, iar în sectorul vestic la Strunga apar izvoare de ape minerale bicarbonatate, sulfatate, magneziene, calcice și chiar sulfuroase sau feruginoase cu mineralizare de până 20 g/l, din strate captive aflate la adâncimi de 160 m.[12]
- cele freatice (libere) se află în depozite secționate de versanți, suprafața și numărul lor fiind determinate de amploarea și dimensiunea intercalațiilor impermeabile. Ele apar ca izvoare de coastă care alimentează temporar pâraiele sau pânza freatică deluvială (care se alimentează și din precipitații directe), coluvială și aluvială. Pânza deluvială apare și continuu, local pe versanți cu acumulări deluviale din prăbușiri și alunecări.[24]

#### Caractere bio-pedo-climatice
Coasta Iașilor nu este numai un veritabil plan de racordare între cele două trepte de relief, ci și o zonă în cadrul căreia se face tranziția bio-pedo-climatică de la câmpia deluroasă la podiș.
La nivelul din partea inferioară a cuestei se află vegetația de silvostepă, în timp ce  partea superioară se găsește în zona pădurii. Limita dintre cele două zone se află la aproxiamtiv 250 m altitudine dar este sinuoasă, cu enclave intrazonale prin care silvostepa urcă până aproape de fruntea cuestei în bazinetele de adăpostire Buda, Voinești și Mogoșești, sau în care pădurea coboară până apoape sau chiar la baza coastei (Bârnova și Voinești). Caracterul de zonă tranzițională se menține și în ce privește aspectele pedogeografice, la nivelul ei făcându-se tranziția după o linie sinuoasă aflată predominant în jumătatea inferioară a cuestei, de la mollisolurile Câmpiei Moldovei la argiluvisolurile Podisului Central Moldovenesc. Local, aceasta coboară uneori până la 70-80 de m ca efect la expunerii nordice și a coborârii vegetației forestiere către bază. Eroziunea solului afectează peste 50% din fondul pedologic, aceasta fiind limitată de vegetația existentă, în special de cea arborescentă.
Climatul actual este temperat moderat continental cu nuanțe excesive, fiind caracterizat de temperaturi medii anuale de 8,3-9,5 °C (18-20°C în iulie și 4-1,3°C în ianuarie), cu amplitudini termice mari și cu precipitații relativ neuniforme (ploii torențiale sau perioade de secetă) repartizate în timp, cu vânturi puternice – cu predilecție iarna. Temperaturile medii sunt mai coborâte în zona superioară și mai ridicate în zona inferioară. Vara temperaturile se ridică în zilele senine în zona platourilor și interfluviilor la peste 30°C. În zona ulucului depresionar, datorită diferențelor de altitudine se produc inversiuni termice.
Radiația solară medie este de 117,5 kcal/cm²/an, umiditatea medie relativă este de 76% (64-72% în iulie – 84-88% în ianuarie, 74% la poale – peste 80% pe platourile și dealurile forestiere înalte: respectiv 82% în masivul Repedea-Păun și 83% la Strunga). Nebulozitatea medie anuală este de 5,5–5,75, mai mică în zona joasă a coastei și mai mare în zona înaltă. Durata de strălucire a Soarelui este de aproximativ 2000 ore/an. Media anuală a precipitațiilor este de circa 550mm (500-520mm la poalele coastei – peste 600 mm în partea înaltă).
Vânturile sunt cu predilecție dinspre nord, cu frecvență ceva mai scăzută dinspre nord-est și apoi dinspre est, viteza medie a acestora fiind de 3,8 m/s. Încălzirea aerului, din zona platourilor și interfluviilor, în zilele senine din vară determină rarefierea acestuia și apariția unei circulații locale de tipul brizelor de relief.

#### Procesele de eroziune
Scurgerile solide au caracter torențial, fiind mai ridicate primăvara (pe fondul scurgerilor lichide bogate și a vegetației slab dezvoltate), cu caracter oscilant vara (atenuat de vegetație, dar impus de caracterul oscilant al ploilor) și cel mai scăzut toamna și iarna.
Procesele sursă de aluviuni sunt:
- eroziunea de suprafață (pluviodenudația și ablația)[16] care, asigură probabil cea mai mare cantitatea a acestora[23] (fiind prezentă pe 50-60% din teritoriu și reprezentând 89% din pierderile de pe terenurile agricole). Aceasta se acccentuează odată cu creșterea pantei.[16] Terenurile în pantă destinate culturilor agricole (mai ales prășitoare) sunt cele mai predispuse, cu predilecție cele în care ararea se face perpendicular pe curba de nivel. Tot un aport mare îl au terenurile cu pante mari plantate cu vii, neterasate.[23]
- eroziunea torențială la nivelul terenurilor supuse ravenației[23]
- alunecările de teren. Acestea contribuie direct, atunci când materialul alunecat pătrunde în albia râurilor sau în lacuri și indirect, datorită destructurării materialului alunecat, spălat apoi de ploi torențiale.[23]

Versanții sunt principalele areale sursă de aluviuni (95-100% din aluviunile intrate în albiile minore), o bună parte din materialul de pe versanți ajungând stocat ca și glacisuri coluviale  la baza versanților sau ca și conuri și șesuri aluviale.
Turbiditatea râurilor din zona Coastei Iașilor este de 2000-2.500 gr/m3, iar repartiția scurgerii specifice solide este de 0,5-0,75 t/ha/an.

### Antropice

Imagine din satelitul al Agenției Spațiale Europene (iulie 2021).

Datorită caracterului său de domeniu natural complementar Podișului Central Moldovenesc și Câmpiei Colinare a Jijiei, Coasta Iașilor a contribuit la crearea condițiilor necesare apariției schimbului de produse între locuitori bazat pe diviziunea teritorială a muncii, pe măsură ce poienirea pădurii din Podișul Central Moldovenesc și desțelenirea pajiștilor de silvostepă din Câmpia Colinară a Jijiei au creat condiții propice cultivării de noi terenuri. Resursele și posibilitățile diferite de dezvoltare economică de la nivelul celor trei domenii (păduri și roci de construcții la nivelul podișului, vii și livezi la nivelul coastei, alături de culturi și pășuni la nivelul câmpiei) au determinat necesitatea apariției atât a unei piețe de schimb a produselor între cele trei domenii geografice complementare economic, cât și a unor drumuri de legătură spre această piață, ceea ce s-a constituit într-un factor de origine a apariției unor târguri comerciale de vale în zonele de contact geografic, precum Iașul (pentru o parte a văii Bahluluiului, în apropierea și a văii Prutului). Cele mai numeroase sate din arealul cuestei depășesc 1500 de locuitori.
Profitându-se de aspectul frământat, deluros al terenului existent, în timpul celui de-Al Doilea Război Mondial a fost amenajată la sud de șoseaua Iași–Târgu Frumos pentru a opri pătrunderea inamicului sovietic spre sud, sistemul fortificat de apărare al Poziției „Traian”.
Este de remarcat faptul că astāzi zona dispune de resurse economice agro-silvice diversificate (vii, livezi, culturi, pajiști și păduri). Datorită acestora densitatea populației este mare, iar satele sunt întinse și numeroase. Coasta Iașilor este regiune viticolă, relevantă în acest sens fiind Podgoria Iașului care, începe de pe colinele din sud-estul Câmpiei Moldovei, continuă pe Coasta Iașului și spre abruptul Repedea și mai departe pe un abrupt similar dinspre spre râul Prut (Fața Prutului), extinzându-se apoi spre sud în nordul Podișului Central Moldovenesc. Cea mai mare parte a sa se află în arealul Coastei Iașilor.